# Julio Arnaldo Gómez
Julio Arnaldo Gómez (General Juan Madariaga, 6 de febrero de 1919-f. 1994) fue un militar y abogado argentino. Perteneció a la Fuerza Aérea Argentina y alcanzó la jerarquía de brigadier auditor. Fue ministro de Justicia de la Argentina entre el 29 de marzo de 1976 hasta el 6 de noviembre de 1978, durante la dictadura de Jorge Rafael Videla.
Fue acusado por crímenes de lesa humanidad, señalado como responsable de las desapariciones y torturas ocurridas en centros clandestinos de detención, como Vesubio y Unidad Penal 6 de Rawson, pero fue beneficiado por la Ley de Punto Final.

## Carrera
Entre sus cargos de mayor relevancia se destaca su designación en 1965 como auditor general de las Fuerzas Armadas. Durante la Revolución Argentina ocupó un cargo en la Fiscalía Nacional de Recuperación Patrimonial, un organismo especial destinado a realizar investigaciones sobre funcionarios del gobierno depuesto el 16 de diciembre de 1955 y del gobierno también depuesto de Arturo Illia.
Ascendió a Brigadier el 31 de diciembre de 1972. Fue designado como Vocal del Consejo Supremo de las Fuerzas Armadas el 21 de enero de 1976.

### Ministro
A pesar de su reciente designación como vocal del Consejo Supremo de las Fuerzas Armadas, este último cargo lo ejerció brevemente, ya que tras el golpe de Estado ocurrido ese mismo año fue nombrado delegado de la Junta Militar en el Ministerio de Relaciones Exteriores y Culto el 24 de marzo. Luego, el 29 de marzo siguiente fue ratificado como ministro de Justicia del presidente de facto Jorge Rafael Videla.
Renunció a la cartera de Justicia el 30 de octubre de 1978, a raíz de sus diferencias con la gestión de José Alfredo Martínez de Hoz, como así también los ministros Relaciones Exteriores y Culto, Oscar Antonio Montes; Planeamiento, Carlos E. Laidlaw; Bienestar Social, Julio Bardi; y Defensa, José María Klix. Bardi fue reemplazado por Jorge Fraga. Todas las renuncias fueron aceptadas el 6 de noviembre de 1978, según el decreto 2656/1978 del Poder Ejecutivo.